# Europe by Satellite
European Broadcasting Service  (EBS) este un serviciu de informare al Uniunii Europene, administrat de către Comisia Europeană. Acesta a fost înființat în anul 1995 și furnizează informații audio-video despre Comisia Europeană în 23 de limbi. Materialul informativ este constituit din evenimente transmise în direct, imagini de arhivă și reportaje despre subiecte ce țin de Uniunea Europeană și instituțiile afiliate. Serviciul este disponibil printr-o conexiune necriptată prin satelit și prin intermediul internetului.

## Servicii
- conținut audio-video ce provine de la Comisia Europeană, Parlamentul European, Consiliul Uniunii Europene și alte instituții ale UE;
- transmisiunii directe, conferințe de presă, întruniri, sesiuni plenare, ceremonii;
- imagini de arhivă produse de către serviciile Comisiei Europeme și de către instituțiile Uniunii Europene;
- materialul furnizat de către EBS poate fi folosit gratuit de către instituțiile mass-media. Acestea sunt restricțiile prevăzute pentru dreptul de autor.
- streaming online pe internet la o rezoluție scăzută, în direct dacă se cere acest lucru (maximum 7 zile) în peste 23 de limbi - singurul serviciu de acest tip pe internet;
- transmisiuni în direct de calitate pentru televiziune și radio, disponibile pe internet, ce permit UE să furnizeze informații insituțiilor mass-media din întreaga lume;
- mai multe detalii despre serviciile  oferite de către Comisia Europeană

|                  | Eutelsat 9B | NSS 806    |
| ---------------- | ----------- | ---------- |
| Frecvență semnal | 11900       | 4042.9 MHz |
| Frecvență semnal | Horizontal  | LHCP       |